# Туба (город)
Туба (фр. Touba) — город в западной части Кот-д’Ивуара, административный центр области Бафинг.

## География
Расположен примерно посередине между городами Ман и Одиенне, приблизительно в 680 км к северо-западу от Абиджана, недалеко от границы с Гвинеей. Абсолютная высота — 452 метра над уровнем моря.

## Население
По данным на 2013 год численность населения составляет 31 844 человека.
Динамика численности населения города по годам:
| 1975  | 1988   | 2013   |
| ----- | ------ | ------ |
| 5 263 | 15 593 | 31 844 |

## Транспорт
Город обслуживается аэропортом Махана.